# Ceropegia aridicola
Ceropegia aridicola (chin. 丽江吊灯花 li jiang diao deng hua) ist eine Pflanzenart aus der Unterfamilie der Seidenpflanzengewächse (Asclepiadoideae). Sie ist in der chinesischen Provinz Yunnan beheimatet.

## Merkmale

### Vegetative Merkmale
Ceropegia  ist eine ausdauernde Pflanze, krautige, aufrecht wachsende Pflanze mit einem knolligen Wurzelstock. Die eiförmig bis kugeligen Wurzelknollen erreichen einen Durchmesser von etwa 3 cm. Aus einer Wurzelknolle treibt nur ein, selten auch zwei aufrechte, bis 50 cm hohe Triebe aus, die sich dichotom verzweigen. Sie sind kahl, die basalen Teile auch ohne Blätter. Die leicht fleischigen Blätter besitzen 4 bis 6 mm lange Stiele. Die Blattspreiten sind eiförmig bis gerundet dreieckig, 5 bis 15 mm lang und 3 bis 10 mm breit. Die Oberseite ist mit rauen Haaren besetzt; auf der Unterseite sind die Blattadern flaumig behaart. Die Basis ist herzförmig bis annähernd spießförmig und am äußeren Ende gespitzt. Die Ränder sind umgebogen, die seitlichen „Nerven“ nur angedeutet zu sehen.

### Blütenstand und Blüten
Der Blütenstand setzt direkt an der Sprossachse an und weist eine bis drei Blüten auf. Die fünfzähligen Blüten sind zwittrig und zygomorph und besitzen eine doppelte Blütenhülle. Die Blütenstiele sind 3 bis 10 mm lang und spärlich mit Flaumhaaren besetzt. Die Kelchblätter sind lanzettlich bis linealisch-lanzettlich, ca. 2 mm lang und 1 mm breit. Die fünf Kronblätter sind in den unteren etwa drei Vierteln röhrenartig verwachsen und bilden eine 1 bis 1,5 cm lange (hohe), gerade Blütenkrone. Sie ist außen spärlich behaart, innen kahl. Die Kronröhre ist 7 bis 10 mm lang und an der Basis breit-eiförmig zum sog. „Kronkessel“ aufgebläht. Die 3 bis 5 mm langen Kronblattzipfel sind breit-eiförmig bis rautenförmig und etwa in der Mitte verwachsen; sie formen einen flachen Schirm. Die äußere Hälfte der Kronblattzipfel bildet einen mittigen Fortsatz auf diesem Schirm. Die Nebenkrone ist sitzend, d. h. ohne Stiel und tassenförmig verwachsen und nicht behaart. Die interstaminalen Nebenkronblattzipfel sind dreieckig, die staminalen Nebenkronblattzipfel linealisch-spatelig oder zungenförmig. Sie sind doppelt so lang wie die äußeren interstaminalen Nebenkronblattzipfel.

### Früchte und Samen
Die paarigen, spindelförmigen Balgfrüchte werden bis ca. 4,5 cm lang. Die Samen messen ca. 5 mm.

### Ähnliche Arten
Die Art ist nahe mit Ceropegia pusilla verwandt.

## Geographische Verbreitung und Ökologie
Die Art kommt in der chinesischen Provinz Yunnan im Gebiet von Lijiang bis Shangri-La (früher Zhongdian) vor. Sie wächst dort im Grasland in 1500 bis 3000 m über Meereshöhe. Am Naturstandort blüht sie im Juli bis August. Die Früchte bilden sich im September und Oktober.

## Gefährdung
Die Art ist stark gefährdet. Sie wird von der International Union for Conservation of Nature and Natural Resources (IUCN) als „Gefährdet“ eingestuft.

## Taxonomie
Das Taxon wurde von William Wright Smith 1920 erstmals beschrieben. Synonyme sind bisher keine bekannt.

## Belege